# Potoccy herbu Ostoja

Herb Ostoja

Potoccy (biał. Патоцкія) herbu Ostoja – polski ród szlachecki wywodzący się z Wielkopolski.

## Historia
Historycznie obecnie znanym członkiem rodu jest Jędrzej Potocki, wywodzący się z ziemi wschowskiej.